# チェリーコーク
チェリーコーク（英語: Cherry Coke）とは、アメリカのザ コカ・コーラ カンパニーの商品のひとつ。アメリカ本国の表記は「Coca-Cola cherry」である。

## 概要
日本においては、1985年にコカ・コーラの新シリーズ商品として、日本コカ・コーラから発売され、缶は勿論のこと、たまご型の350mlガラスボトルの物珍しさからか当初は好調な売れ行きを示していたが、その後味の軸となるチェリーフレーバーが不評を買い、発売開始から数年足らずで販売終了してしまう。その後、一部の業者がアメリカ合衆国から並行輸入を行なっており、現在も輸入雑貨店やECサイトで、日本での発売は続けられている。
2006年11月には、チェリーコークの日本販売を復活させ、再び店頭へ並ぶ。しかし、この販売も僅か数か月で終了。風味・味は、最初の発売時の物と比べ変更されており、並行輸入品の物とは、若干異なっていた。
2013年12月に、コカ・コーラチェリーの名称で、冬季限定で復活販売が行われていた。

## エピソード
アメリカ本国やイギリス等では、馴染みのある定番商品である。Microsoft創業者のビル・ゲイツ、投資家のウォーレン・バフェットが愛飲している事でも有名である。BONNIE PINKの「泡になった」では、遠い記憶を呼び起こす思い出の品として歌われている。
HBO制作のテレビドラマ『ヤング・ポープ 美しき異端児』において、主人公の教皇の朝食がチェリーコークのみとされている。これは、上記のバフェットらのエピソードを踏まえているとみられている。

## 販促
1985年前後に放送されていた日本版テレビCMは、複数の人形がコミカルに商品を宣伝する構成。人形のキャラクターは当時アメリカで有名であった著名人を風刺した人形劇のキャラクターと同じテイストが使われていた。
なお、このCMにおいて、人形の声とナレーションを小林克也が担当していた。